# Vestfold tingrett
Vestfold tingrett is een tingrett (kantongerecht) in de Noorse fylke Vestfold. Het gerecht is voorlopig gevestigd in Tønsberg en houdt tevens zitting in Horten, Larvik en Sandefjord. Het huidige gerecht ontstond in 2019 door de samenvoeging van Larvik tingrett, Nordre-Vestfold tingrett, Sandefjord tingrett en Tønsberg tingrett. Op termijn zal er een nieuw gerechtsgebouw worden gebouwd op een nog aan te wijzen locatie.
Het gerechtsgebied omvat vrijwel de gehele voormalige provincie Vestfold oftewel de gemeenten Larvik, Holmestrand, Horten, Sandefjord, Færder en Tønsberg. Vestfold maakt deel uit van het ressort van Agder lagmannsrett. In zaken waarbij beroep is ingesteld tegen een uitspraak van Vestfold zal de zitting van het lagmannsrett meestal worden gehouden in Tønsberg.